# Nazwa prosta
Nazwa prosta – nazwa, która składa się z tylko jednego wyrazu, tj. takiego wyrażenia, którego częścią nie jest żadne inne wyrażenie. Nazwą prostą jest więc np. nazwa „miasto” czy też nazwa „Mikołaj”, nazwą złożoną zaś np. nazwa „stare miasto”. Nazwy typu „potwór” analiza syntaktyczna ujmuje jednak przeważnie jako wyrażenia proste, podobnie jak wyrażenia typu „Mikołaj Kopernik” czy „Stare Miasto” – kwestię tę omawia szerzej artykuł Wyrażenie.